# 路易·博尔诺
厄斯塔什·安托萬·約瑟夫·弗朗索瓦·路易·博爾諾（法語：Eustache Antoine François Joseph Louis Borno，法語發音：[østaʃ ɑ̃twan fʁɑ̃swa ʒozɛf lwi bɔʁno]；1865年9月20日—1942年7月29日），海地穆拉托人律師出身的政治家，生於太子港。他在美國佔領時期出任總統，任期由1922年5月15日－1930年5月15日。

## 民族主義部長
在1899年，他被派到多明尼加共和國出任外交官，在1908年成為總統阿歷克西的外交部長。
海地全國各地深受自相殘殺的衝突及其領導人的管理不善摧毀，在第一次世界大戰時期，海地因鄰近巴拿馬運河，具有重要戰略意義的位置被美國看中用作向拉丁美洲推廣門羅主義。
1914年，總統伍德羅·威爾遜統治時期，提出海地讓美國控制海關和財政項目，當時的外交部長約瑟夫·達維拉馬爾·西奧多拒絕，美國的反應是沒收海地國家銀行的儲備。
在1915年7月28日，總統讓-維布倫·纪堯姆·桑被一名海地暴徒殺害。同一天，美軍在國內登陸，恢復太子港秩序。同時任命菲利普·叙德雷·达蒂格纳夫為新海地總統，博爾諾被任命為外交部長，與美國談判承諾該國的經濟發展，並拒絕轉讓任何領土。
美國對當地居民的蔑視和殘暴造成了農民在農村開展武裝起義，美軍宣稱幾千人受害，媒體報道使當局十分尷尬失望，佔領政策無效。美國總統哈定在1922年決定將管理者水平提高，任命美國海軍陸戰隊的約翰·羅素為高級專員少將。

## 出任總統
當達蒂格納夫届满後，博爾諾在美國的支持下於1922年4月10日被國民議會選為總統。他保持“誠實，坦誠合作”的政策，並說服美國人幫助發展國家經濟，并改组了国家银行。
海地的政府負債累累。外債相當於4年的政府預算。博爾諾決定於1922年6月拿出2300萬美元的貸款清除其他所有債務。他減少出口稅，並很快平衡貿易逆差。
基礎設施的改善是特別令人印象深刻：1700公里道路可使用,189座橋樑建成，許多灌溉運河被疏通;醫院，學校和公共建築的建造;和飲用水被帶到了主要城市。太子港成為拉丁美洲第一個有可提供自動撥號電話服務的城市。全國开设了69間農業教育學校與農業中心。
博爾諾依靠天主教會與眾來自法國的窗徒即將在全國各地開發出低成本高質量的教育。意識到許多海地人都不會講法語，他是第一位海地總統授權在教育系統中使用海地克里奧爾語。
1926年他前往美國會見柯立芝总统，在1929年他與多明尼加總統霍拉西奧·維斯克茲調解邊界衝突。
但博爾諾拒絕批准自由選舉。他保持了國務委員會，由其21名成員任命自己。因此他在1926年4月12日再次當選，報章對這件事很不高興。博爾諾試圖對其進行規制，一些記者甚至被監禁。
1929年全球經濟大蕭條改變了美國的政策，胡佛總統試圖遂步退出海地。因經濟大蕭條，海地農民十分悲傷，12月6日一個海地激進集團與一些美國海軍陸戰隊相遇，數人被殺。
由胡佛總統授權成立的福布斯委員會決定組織自由選舉，結束了美國政府直接管理，但仍悲觀海地民主的可持續性。反對派選擇了臨時大總統路易·欧仁·罗伊。